# Gom van Strien
Gommarus Adrianus van Strien, noto semplicemente come Gom van Strien (Geertruidenberg, 10 giugno 1951), è un politico olandese.

## Biografia
Nato il 10 giugno 1951 a Geertruidenberg, nel Brabante Settentrionale, si è laureato nel 1976 in fisica presso l'Università cattolica di Nimega e poi nel 1978 si è laureato con lode in economia aziendale presso l'Università tecnica di Twente.
Dopo la seconda laurea ha iniziato a lavorare presso il Centraal Bureau voor de Statistiek, presso il Rijkswaterstaat e presso l'Università di Utrecht, dove ha diretto la Facoltà di Medicina veterinaria dal 1990 al 2002.
Membro del Partito Popolare per la Libertà e la Democrazia (VVD), per il quale ha diretto la sezione locale di Alphen aan den Rijn dal 1984 al 1988, si è poi allontanato da quest'ultimo in seguito all'avvicendarsi alla guida del partito tra Frits Bolkestein e Hans Dijkstal nel 1999.
Nel 2009 ha inviato una lettera di candidatura al leader del Partito per la Libertà Geert Wilders, venendo eletto alla Eerste Kamer. Dopo le elezioni legislative del 2023 e le conseguenti dimissioni del quarto governo Rutte è stato nominato verkenner (ossia esploratore) per valutare le possibili formazioni di un nuovo governo, venendo definito come "uomo erudito con scarso profilo politico". Si è tuttavia ritirato dall'incarico poco dopo in seguito alla pubblicazione di una denuncia per frode.